# Giovan Francesco Loredan

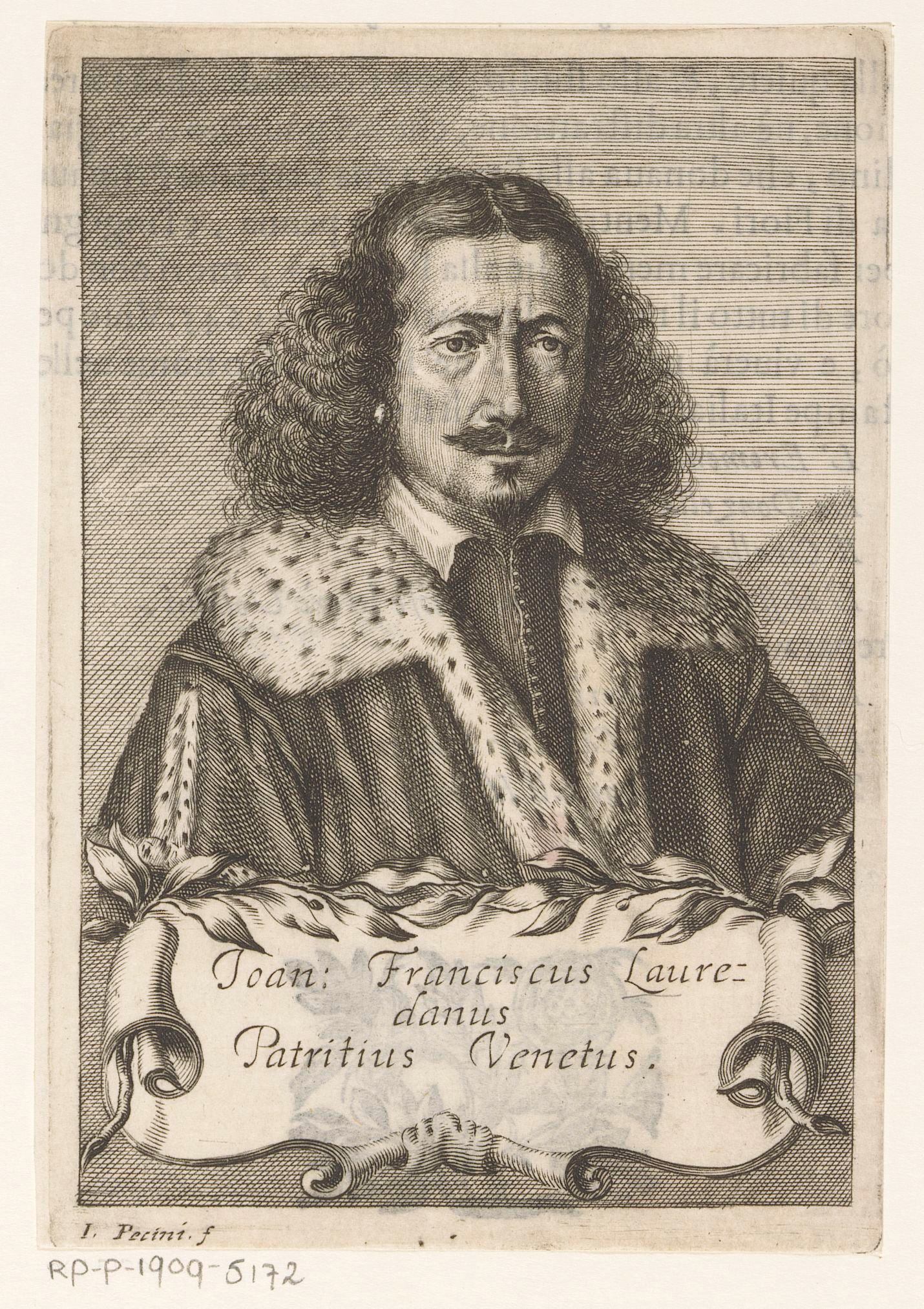
Giovan Francesco Loredan

Giovan Francesco Loredan (geb. 27. Februar 1607 in Venedig; gest. 13. August 1661 in Peschiera del Garda) war ein italienischer Schriftsteller der Barockzeit, Kopf der venezianischen Accademia degli Incogniti (gegründet 1630).

## Werke
Er schrieb Romane, Novellen, zum Beispiel eine lliade giocosa, politische und literarhistorische Studien, etwa die Vita del Cavalier Gian Battista Marino, oder Ribellione e morte del Volestain: eine mythische Überhöhung der Figuren von Gustav Adolf und Wallenstein.
In seiner Zeit berühmt und vielgelesen war Loredan jedoch wegen eines Jugendwerks, das er Scherzi geniali nannte. Denn 28 Auflagen gab es im 17. Jahrhundert von diesen bizarren Lobhudeleien auf berühmte Gestalten vor allem aus der Antike.
In ganz Europa verbreitet war ein zweites Werk Loredans, das er 1654 mit seinem Freund Pietro Michiele herausgab, und das er Cimiterio o Gli epitafi giocosi nannte.
Seine Werke L’Anima, di Ferrante Pallavicino, divisa in sei vigilie (nur die ersten beiden Taile stammen von Loredan) und Novelle amorose wurden durch die Glaubenskongregation auf den Index gesetzt.

## Werkauswahl
- Scherzi Geniali. Venedig, 1632.
- Vita del cavalier Marino. Venedig, 1633.
- Il Cimiterio cioe epitaffi giocosi. Venedig, 1654.
- Morte e rebellioni del Valestain. Loredan publizierte das Werk über Wallenstein unter dem Pseudonym Falcidio Donaloro, einem Anagramm seines Namens.
- Dianea, libri quattro. Venedig, 1647, 1649.
- L’Iliade giocosa. Venedig, 1654.
- Vita di Alessandro III, pontifice romano. Venedig,  1627.
- Vita di Adamo. Venedig, 1640.
- Bizzarie accademiche. Cremona, 1640.
- Istoria de’ re Lusignani. Köln, 1647. Loredan publizierte das Werk unter dem Pseudonym Henri Giblet, einem zypriotischen Ritter
- Vita di S. Giovanni vescovo Traguriense. Venedig, 1667.
- Lettere, Venedig, 1665.
- Sensi di devozione sui Sette Salmi penitenziali. Venedig, 1652.
- Novelle amorose. Venedig, 1641. (indiziert 1683)